# Black Bullet
Black Bullet (яп. ブラック・ブレット Буракку Бурэтто) — серия лайт-новел японского писателя Сидэна Кандзаки, публикующихся с 2011 года. По тому же сюжету была выпущена манга, а с апреля 2014 по июль вышла аниме-адаптация от студий Kinema Citrus и Orange. Режиссёром проекта выступает Масаюки Кодзима.

## Сюжет
На Землю обрушился вирус Гастрея, который проникал в ДНК и превращал человека в огромное чудовище-вирус. Незараженных людей оставалось все меньше и меньше, последние из них укрылись на небольшой территории, окруженной стеной из специального сплава, через который вирус проникнуть не мог. Но через десять лет пришла другая беда. Начали рождаться девочки, у которых вирус был ещё в зародыше. Их называли проклятыми детьми, они обладали сверхспособностями, которые старались использовать для борьбы с Гастреей. Во многих городах начали создаваться организации гражданской безопасности. Школьник Рентаро Сатоми работает в небольшой организации Тендо, борется на пару с напарницей, которая является проклятым ребёнком, против вируса, выполняет задания по уничтожению чудовищ-вирусов, разносящих инфекцию.

## Определения
Зона Токио (яп. 東京エリア То:кё: эриа) — Место действия данного произведения. Зона, площадью около 50 километров вокруг императорского дворца, под управлением Сэйтэнси. Самое большое в мире место производства вараниума. По сравнению с другими областями, дискриминация «проклятых детей» низка.
Зона Осака (яп. 大阪エリア О:сака эриа) — Область, управляемая Сайтакэ Согэном. Фактически, находится под диктатурой, на что Согэн сам намекал.

### Имеющие отношение к Гастреи
Гастрея (яп. ガストレア Гасуторэа) — Организм, который был заражён вирусом Гастреи и чьи гены были переписаны. Имеет очень сильную способность к регенерации, красные глаза и безобразно изменившееся тело. Обычно идентифицируется по модели в зависимости от вида перед заражением, например «модель паук» (яп. 「モデル・スパイダー」 «модэру супайда:») или «модель кролик» (яп. 「モデル・ラビット」 «модэру рабитто»). Также, делятся на 4 стадии от стадии I до завершённой формы стадии IV. Из-за того, что в своём развитии берут ДНК от различных организмов, гастреи со стадии II имеют разнообразные причудливые формы и особенности, такие называются «Оригинал» (яп. 「オリジナル」 «Оридзинару»). К особи, что была хозяином, придают опознавательные имена, связанные с созвездиями. С тех пор, когда Земля пострадала от глубокого загрязнения окружающей среды существуют религиозные организации, которые считают «Они посланники Бога, что проведут очищение и искоренят человечество, поглотившее Землю» и обожествляют их.
Название «Гастрея» происходит от др.-греч. γαστήρ, gaster — желудок.
Альдебаран (яп. アルデバラン Арудэбаран) — Гастрея стадии IV. Выглядит, как гибрид броненосца и черепахи. Когда-то действовал в составе группы гастрей в качестве правой руки Тельца. Изо рта выпускает жидкость, разъедающую вараниум. Остановка регенерации с помощью вараниума неэффективна, сверх того, что может восстановиться от урона мозгу и остальным жизненно важным органам, используя феромоны может контролировать других гастрей. Нанёс серьёзный ущерб силам самообороны и милиционным. На протяжении 3 раз совершал нападения, пал от отчаянной атаки Сёма Нагасивы.
Плеяды (яп. プレヤデス Пурэядэсу) — гастрея-брызгун, один из подчинённых Альдебарана. Может выстреливать изо рта «Копьём света» (яп. 「光の槍」 Хикари но яри) (ртутью под давлением) примерно на 5 километров, была уничтожена совместными усилиями Рентаро и Кагетане Хируко
Зодиак (яп. ゾディアック Дзодиакку) —
Скорпион (яп. スコーピオン（天蠍宮） Суко:пион (тэнкацукю:)) —гастрея пятого уровня, которую призвал Хируко Кагэтанэ. Уничтожена Сатоми Рэнтаро с помощью пушки Лестница в небо.
Телец (яп. タウルス（金牛宮） Таурусу (кингю:кю:)) — В произведении упоминалось только имя. Действовал необычно, собрав группу из гастрей, его боялись как непобедимую гастрею. Давил все земли до того, как был побеждён нынешним инициатором IP ранга 1.
Дева (яп. ヴァルゴ（処女宮） Варуго (сёдзёкю:)) — В произведении упоминалось только имя. Подробности неизвестны, кроме того, что была уничтожена немецким инициатором IP ранга 2.
Весы (яп. リブラ（天秤宮） Рибура (тэмбинкю:)) —
Стрелец (яп. サジタリアス（人馬宮） Садзитариасу (дзимбакю:)) — Может проводить сильные атаки на большом расстоянии, во время большой войны с гастреями сбил большое количество ИСЗ.
Вирус Гастреи (яп. ガストレアウイルス Гасуторэа уирусу) —
Проклятые дети (яп. 呪われた子供たち Нороварэта кодомотати) — девочки, рождённые инфицированными матерями, вирус имеют в зародыше. Делятся на типы в зависимости от вида Гастреи, заразившей их мать. Имеют сверхспособности в соответствии со своим типом, т.е тип "паук" может выпускать сети и бегать по стенам, тип "кошка" имеет невероятно острые когти и т.д.
Взрыв инфекции (пандемия) (яп. 感染爆発（パンデミック） Кансэн бакухацу (пандэмикку)) —
Уровень воспроизведения (яп. 再生レベル Сайсэй рэбэру) —

### Имеющие отношение к частным охранным компаниям
Частная охранная компания (яп. 民間警備会社 Минкан кэйби кайся) — Также называется «милиция» (яп. 民警 минкэй). Как правило, улаживает инциденты, связанные с гастреями. После большой войны, первоначально полиция имела дела с гастреями внутри Зон, но по причине высокого показателя смертности среди полицейских, был принят закон о необходимости сопровождения сотрудников полиции во время появления гастрей милиционными. Отношения милиционных с полицейскими в основном плохие, они, с точки зрения полиции, вмешиваются в их юрисдикцию. Основная работа есть уничтожение гастрей, часто получают заказы от правительства на дела, которые трудно придавать огласке. Основную часть работы несёт на себе боец, промоутер и инициатор по одному объединяются в пару и отправляются на место. Из-за того что компании «милиционные» существуют от очень больших до совсем крошечных.
Инициатор (яп. イニシエーター Инисиэ:та:) — проклятый ребёнок, работающий в паре с сотрудником гражданской безопасности и образующий с ним пару "промоутер - инициатор".
Промоутер (яп. プロモーター Пуромо:та:) — сотрудник гражданской безопасности или других спецслужб, имеющий в напарниках "проклятого ребёнка" и сдерживающий проявления вируса у инициатора (проклятого ребёнка).
Международная организация надзора за инициаторами (яп. 国際イニシエーター監督機構 Кокусай инисиэ:та: кантоку кико:) —
IP ранг (яп. IP序列 ай пи: дзёрэцу) — присваивается парам гражданских офицеров и их инициаторам в связи с их достижениями на благо общества. Открывает доступ к правительственной информации. Чем выше ранг, тем выше уровень доступа.
Система адьювантов (яп. アジュバント・システム Адзюбанто сисутэму) — пары гражданских офицеров и их инициаторов, работающих под командованием командира на благо Японии.

## Персонажи

### Частная охранная компания Тэндо
Рэнтаро Сатоми (яп. 里見 蓮太郎 Сатоми Рэнтаро:) — главный персонаж, сотрудник компании Тэндо занимающейся истреблением гастрэй. Сэйю — Юки Кадзи
Эндзю Аихара (яп. 藍原 延珠 Аихара Эндзю) — главная героиня, десятилетняя напарница Сатоми. Сэйю — Рина Хидака
Кисара Тэндо (яп. 天童 木更 Тэндо: Кисара) — младшая дочь во влиятельной семье Тэндо. Сэйю — Юй Хориэ
Тина Спраут (яп. ティナ・スプラウト Тина Супурауто) —  инициатор типа "сова", снайпер. Сэйю — Томоё Куросава

### Промоутеры и Инициаторы
Сёгэн Икума (яп. 伊熊 将監 Икума Сё:гэн) — Один из промоутеров, образует пару с Каёй Сендзю. Сэйю — Хиромити Тэдзуко
Каё Сэндзю (яп. 千寿 夏世 Сэндзю Каё) — Является инициатором, модель «Дельфин». Сэйю — Мэгуми Хан
Тамаки Катагири (яп. 片桐 玉樹 Катагири Тамаки) — офицер гражданской безопасности, брат Юдзуки и её промоутер. Сэйю — Ёсимаса Хосоя
Юдзуки Катагири (яп. 片桐 弓月 Катагири Юдзуки) — инициатор типа паук, работает в паре со своим братом, Катагири Тамаки. Сэйю — Руми Окубо
Сёма Нагисава (яп. 薙沢 彰磨 Нагисава Сё:ма) — напарник Рэнтаро в боевом искусстве Тэндо. Сэйю — Синъитиро Мики
Мидори Фусэ (яп. 布施 翠 Фусэ Мидори) является инициатором, модель "Кот". Сэйю — Юй Огура
Нагамаса Гадо (яп. 我堂 長政 Гадо: Нагамаса) — 275 ранг, командир отряда гражданских офицеров. Сэйю — Тэссё Гэнда
Асака Мибу (яп. 壬生 朝霞 Мибу Асака) — предположительно, инициатор Гадо Нагамаса. Сэйю — Инори Минасэ
Хидэхико Гадо (яп. 我堂 英彦 Гадо: Хидэхико) — служащий, при военных действиях против гастреи был одним из командующих. Сэйю — Синдзи Кавада

### Зона Токио
Сэйтэнси (яп. 聖天子 Сэйтэнси) — глава зоны Токио, управляет ею и отдаёт приказы промоутером и инициаторам.

### Четверо гениев
Сумирэ Мурото (яп. 室戸 菫 Мурото Сумирэ) — является одним из "Четырёх гениев" и человек, отвечающий за проект "Новый План Человечества" и исследователь в медицинской школе возле Magata. Сэйю — Юко Кайда
Артур Занук (яп. アーサー･ザナック А:са: Дзанакку) — учёный из Австралийского отдела, один из ответственных за проект "Новый План Человечества".
Айн Рэнд (яп. エイン・ランド Эйн Рандо) — учёный из Американского отдела, один из ответственных за проект "Новый План Человечества". Сэйю — Косукэ Ториуми
Альбрехт Грюневальд (яп. アルブレヒト・グリューネワルト Арубурэхито Гурю:нэварудо) — учёный из Германского отдела, один из ответственных за проект "Новый План Человечества".

### Механизированные солдаты
Кагэтанэ Хируко (яп. 蛭子 影胤 Хируко Кагэтанэ) — антагонист истории, стремящийся разрушить защитный барьер из вараниума. Сэйю — Рикия Кояма
Кохина Хируко (яп. 蛭子 小比奈 Хируко Кохина) — дочь Хируко. Сэйю — Аой Юки

### Прочие
Миори Сиба (яп. 司馬 未織 Сиба Миори) — семья Сиба занимается производством оружия для борьбы с гастриями. Сэйю — Ами Косимидзу
Сигэтоку Тадасима (яп. 多田島 茂徳 Тадасима Сигэтоку) — испектор. Сэйю — Такаси Мацуяма
Мацудзаки (яп. 松崎 Мацудзаки) — прозвище- Старейшина. Сэйю — Томомити Нисимура
Сукэкиё Тэндо (яп. 天童助喜与 Тэндо: Сукэкиё) — Старейшина дома Тэндо, основатель боевого стиля Тэндо.
Кикуноджи Тэндо - дед Кисары и приёмный отец Рэнтаро.

## Медиа-издания

### Роман
Романы пишутся Сидэном Кандзаки и выпускаются издательством ASCII Media Works. На данный момент было выпущено 7 томов.
| # | Название                                         | Название (яп.)                                                                           | Дата выпуска | ISBN                   |
| - | ------------------------------------------------ | ---------------------------------------------------------------------------------------- | ------------ | ---------------------- |
| 1 | Black Bullet Те, кто стремятся быть богами       | «Black Bullet Ками о мэдзасита монотати» (ブラック・ブレット 神を目指した者たち)         | 08.07.2011   | ISBN 978-4-04-870596-7 |
| 2 | Black Bullet 2 vs Гениальный снайпер             | «Black Bullet 2 vs Синсан кибо: но согэкихэй» (ブラック・ブレット2 vs神算鬼謀の狙撃兵)   | 08.10.2011   | ISBN 978-4-04-870820-3 |
| 3 | Black Bullet 3 Гибель мира из-за пламени         | «Black Bullet 3 Хоно: ни ёру сэкай но хамэцу» (ブラック・ブレット3 炎による世界の破滅)   | 10.05.2012   | ISBN 978-4-04-886477-0 |
| 4 | Black Bullet 4 Тот, кто мстит есть я             | «Black Bullet 4 Фукусю: суру ва варэ ни ари» (ブラック・ブレット4 復讐するは我にあり)    | 10.08.2012   | ISBN 978-4-04-886797-9 |
| 5 | Black Bullet 5 Беглый преступник, Сатоми Рэнтаро | «Black Bullet 5 То:бо: ханнин, Сатоми Рэнтаро:» (ブラック・ブレット5 逃亡犯、里見蓮太郎) | 10.07.2013   | ISBN 978-4-04-891761-2 |
| 6 | Black Bullet 6 Скитальцы по чистилищу            | «Black Bullet 6 Рэнгоку но хо:ко:ся» (ブラック・ブレット6 煉獄の彷徨者)                  | 10.10.2013   | ISBN 978-4-04-866008-2 |
| 7 | Black Bullet 7 Пуля мировой революции            | «Black Bullet 7 Сэкай какумэй но дзю:дан» (ブラック・ブレット7 世界変革の銃弾)           | 10.04.2014   | ISBN 978-4-04-866472-1 |

### Манга
Произведение Хон Морино, печаталась в журнале Dengeki Maoh с 10 номера 2012 года по 8 номер 2014 года. Основывается на первом томе оригинального произведения.
| # | Название        | Дата выпуска | ISBN                   |
| - | --------------- | ------------ | ---------------------- |
| 1 | Black Bullet 01 | 27.05.2013   | ISBN 978-4-04-891196-2 |
| 2 | Black Bullet 02 | 11.07.2013   | ISBN 978-4-04-891805-3 |
| 3 | Black Bullet 03 | 11.10.2013   | ISBN 978-4-04-891970-8 |
| 4 | Black Bullet 04 | 27.06.2014   | ISBN 978-4-04-866665-7 |

### Аниме-сериал
Транслировался с апреля 2014 года до июля на телеканалах TOKYO MX, AT-X и прочих. Всего 13 эпизодов.

#### Список серий телесериала
| #   | Название серии                     | Название серии (яп.)                                         | Сценарий         | Раскадровка                                               | Режиссура        | Контроль анимации                                                                                        | Художник-постановщик | Эндкард          | Том |
| --- | ---------------------------------- | ------------------------------------------------------------ | ---------------- | --------------------------------------------------------- | ---------------- | --- | -------------------- | ---------------- | --- |
| #01 | Последняя надежда                  | «Сайго но кибо:» (最後の希望)                                | Урахата Тацухико | Кодзима Масаюки                                           | Икэхата Хироси   | Умисима Тихо Хасэбэ Ацуси                                                                                | Сибата Сатоси        | serori           | 1   |
| #02 | Маска безумия                      | «Кё:ки но камэн» (狂気の仮面)                                | Урахата Тацухико | Кодзима Масаюки                                           | Ино Синъя        | Ито Хидэки Такэути Юкари Тода Май                                                                        | Сибата Сатоси        | Quzilax          | 1   |
| #03 | Дети судьбы                        | «Уммэй но кодомотати» (運命の子供たち)                       | Урахата Тацухико | Икэхата Хироси                                            | Икэхата Хироси   | Усами Коити Осита Кюма Хага Хитоси Ибата Сёта                                                            | Сибата Сатоси        | Комэ Кэйто       | 1   |
| #04 | Чёрная пуля                        | «Куро но дзю:дан» (黒の銃弾)                                 | Урахата Тацухико | Кодзима Масаюки Икэхата Хироси                            | Икэхата Хироси   | Ито Хидэки Усами Коити Осита Кюма Кикути Сатонобу Кодзима Кэйсукэ Такэути Юкари Тода Май Моронуки Тэцуро | Сибата Сатоси        | Кадзихо          | 1   |
| #05 | Тёмно-красный убийца               | «Бэникуро но ансацуся» (紅黒の暗殺者)                        | Сунаяма Курасуми | Ивасаки Мицухиро                                          | Ивасаки Мицухиро | Тацумура Муцу Саруватари Сэйка Камата Хитоси                                                             | Итикура Кэй          | Hisasi           | 2   |
| #06 | Трагическая ирония                 | «Торадзикку айрони:» (トラジック・アイロニー)                | Харада Саяка     | Мори Ёсихиро                                              | Мори Ёсихиро     | Ямаути Нориясу                                                                                           | Кога Тору            | Маньяко          | 2   |
| #07 | Тихая лунная ночь, рассветное небо | «Сэйдзяку но цукиё, ёакэ но сора» (静寂の月夜、夜明けの空)   | Сунаяма Курасуми | Икэхата Хироси                                            | Икэхата Хироси   | Кобаяси Тосимицу Ямаути Нориясу Саруватари Сэйка Камата Хитоси Дзицухара Нобору Тацумура Муцу            | Судзуки Акира        | Аякура Ю         | 2   |
| #08 | Памятник на границе                | «Кё:кайсэн но сэкихи» (境界線の石碑)                         | Урахата Тацухико | Мацуда Киёси                                              | Мацуда Киёси     | Ито Хидэки Сайда Хироюки Такэути Юкари                                                                   | Сибата Сатоси        | Фудзима Такуя    | 3   |
| #09 | Стражи барьера                     | «Кэккай но моринин» (結界の守人)                             | Харада Саяка     | Кодзима Масаюки                                           | Ино Синъя        | Ито Куниюки Умисима Тихо Осита Кюма Кодзима Кэйсукэ                                                      | Судзуки Акира        | Куробоси Кохаку  | 3   |
| #10 | Битва за зону Токио                | «То:кё: эриа бо:эйсэн» (東京エリア防衛戦)                    | Харада Саяка     | Ивасаки Мицухиро                                          | Ивасаки Мицухиро | Кобаяси Тосимицу Ямаути Нориясу Дзицухара Нобору                                                         | Сибата Сатоси        | Z-Ton            | 3   |
| #11 | Сердце тельца, копьё света         | «Таурусу но синдзо:, хикари но яри» (タウルスの心臓、光の槍) | Сунаяма Курасуми | Кодзима Масаюки Мори Сатоси Икэхата Хироси                | Икэхата Хироси   | Усами Коити Умисима Тихо Такэути Юкари Тода Май                                                          | Судзуки Акира        | 029              | 4   |
| #12 | Точка невозврата                   | «Кураисису поинто» (クライシス・ポイント)                    | Сунаяма Курасуми | Кодзима Масаюки Мори Сатоси                               | Мацуда Киёси     | Ито Хидэки Ито Куниюки Умисима Тихо Камата Хитоси Кодзима Кэйсукэ Сайда Хироюки                          | Сибата Сатоси        | Мидзогути Кэйдзи | 4   |
| #13 | Те, кто стремятся быть богами      | «Ками о мэдзасита монотати» (神を目指した者たち)             | Урахата Тацухико | Кодзима Масаюки Мори Сатоси Мацуда Киёси Ивасаки Мицухиро | Кодзима Масаюки  | Умисима Тихо Такэути Юкари Ито Куниюки Осита Кюма Ито Хидэки Кодзима Кэйсукэ Кадокура Ёко Тода Май       | Судзуки Акира        | Укай Саки        | 4   |

#### BD-BOX / DVD-BOX
| # | Дата выпуска | Эпизоды | Артикул   | Артикул   | Аудиокомментарии                                                       |
| # | Дата выпуска | Эпизоды | BD        | DVD       | Аудиокомментарии                                                       |
| - | ------------ | ------- | --------- | --------- | ---------------------------------------------------------------------- |
| 1 | 02.07.2014   | 1-2     | GNXA-1661 | GNBA-1871 | Оба эпизода: Юки Кадзи, Юй Хориэ, Рина Хидака                          |
| 2 | 06.08.2014   | 3-4     | GNXA-1662 | GNBA-1872 | Эпизод 3: Тэдзуко Хиромити, Хан Мэгуми; Эпизод 4: Кояма Рикия, Юки Аой |
| 3 | 03.09.2014   | 5-6     | GNXA-1663 | GNBA-1873 | Оба эпизода: Юки Кадзи, Рина Хидака, Томоё Куросава                    |
| 4 | 08.10.2014   | 7       | GNXA-1664 | GNBA-1874 |                                                                        |
| 5 | 05.11.2014   | 8-9     | GNXA-1665 | GNBA-1875 |                                                                        |
| 6 | 03.12.2014   | 10-11   | GNXA-1666 | GNBA-1876 |                                                                        |
| 7 | 07.01.2015   | 12-13   | GNXA-1667 | GNBA-1877 |                                                                        |

#### Саундтрек
Вступительная заставка — «black bullet».
Музыка, аранжировка, текст песни — Сатоси Ягинума; вокал — fripSide.
С 6 эпизода весь фон полностью изменился.
Первая заключительная заставка — «Tokohana» (яп. トコハナ Токохана) (серии 1-3, 5-12).
Текст песни, вокал — Янаги Наги; музыка, аранжировка — Синъя Сайто
В 6 и 8 сериях фоновая музыка изменялась.
Вторая заключительная заставка — «Wasurenai Tame Ni» (яп. 忘れない為に Васурэнаи тамэ ни) (серия 4).
Текст песни, музыка, аранжировка, вокал — Янаги Наги.
Третья заключительная заставка — «Wasurenai Tame Ni for lotus» (яп. 忘れない為に for lotus Васурэнаи тамэ ни for lotus) (серия 13).
Текст песни, музыка, аранжировка, вокал — Янаги Наги.
Вставочная песня «MIRAI*GIRL»  (яп. ミライ*ガール Мираи*Га:ру) (серия 2).
Текст песни — rino, музыка — Кэн Масутани, аранжировка — Наоюки Осада, вокал — TENCHU GIRLS (яп. 天誅ガールズ Тэнтю: га:рудзу) (Саки Фукасава, Рика Сасаки, Мэгуми Нисикиори, Саори Итаяма, Куруми Ватанабэ, Акира Савада, Эрика Кайхо)